# Combretum caffrum
Combretum caffrum är en tvåhjärtbladig växtart som först beskrevs av Christian Friedrich Frederik Ecklon och Zeyh., och fick sitt nu gällande namn av Carl Ernst Otto Kuntze. Combretum caffrum ingår i släktet Combretum och familjen Combretaceae. Inga underarter finns listade i Catalogue of Life.

## Bildgalleri